# جاكسونفيل (جورجيا)
جاكسونفيل (بالإنجليزية: Jacksonville, Georgia)‏ هي بلدة تقع في مقاطعة تيلفير بولاية جورجيا في الولايات المتحدة. تبلغ مساحتها 2.9 (كم²)، وترتفع عن سطح البحر 63 م، بلغ عدد سكانها 118 نسمة في عام 2000 حسب إحصاء مكتب تعداد الولايات المتحدة وتصل الكثافة السكانية فيها 40.7 نسمة/كم2.

## وصلات خارجية
- The US50 - Cities and Towns in Georgia State
- Georgia Cities and Towns, Facts, Map, Flag, Colleges, Government, and More